# Antonio Román
Antonio Román, né le 9 novembre 1911 à Orense (Galice) et mort le 16 juin 1989 à Madrid (Communauté de Madrid), est un réalisateur, scénariste, chef opérateur et producteur espagnol.
Plusieurs de ces films mettent en scène sa femme, l'actrice Yvonne Bastién.

## Biographie
Antonio Aurelio del Sacramento Fernández-Román García de Quevedo, dit Antonio Román, naît en 1911 à Orense. Dans les années 1930, il collabore à plusieurs revues cinématographiques telles que Popular Film, Films Selectos et Cinegramas. Le 9 juin 1936, son court métrage expérimental Ciudad encantada (litt. « Ville enchantée »), d'une durée de 10 minutes seulement, est projeté pour la première fois au Palacio de la Música (es) de Madrid. Le réalisateur galicien a bénéficié de la précieuse collaboration du photographe Cecilio Paniagua (es) et le tournage a eu lieu dans la Ciudad Encantada de Cuenca. Il s'agit du dernier court métrage espagnol tourné par un réalisateur professionnel à sortir peu avant le début de la guerre d'Espagne.
Il appartient au groupe des réalisateurs novateurs du cinéma espagnol d'après-guerre, avec José Luis Sáenz de Heredia et Rafael Gil. Avec le premier, il a participé au scénario de Raza ou L'Esprit de la race (1941), un film qui synthétise l'idéologie du bon Espagnol du point de vue du régime du général Franco. Le site españaescultura écrit « Étant donné le caractère nettement propagandiste de ses œuvres, ses films ont reçu, après la guerre civile, des subventions, des aides et des prix nationaux, ce qui explique peut-être que son travail n'ait pas été suffisamment valorisé d'un point de vue technique »
Il est difficile d'expliquer l'évolution cinématographique d'Antonio Román. Ses deux premiers films ne semblaient pas annoncer le cinéma qui allait suivre. Profitant du moment politique, il réalise deux produits nationaux qui lui permettent de réaliser les projets les plus risqués et les plus personnels de sa filmographie, comme Intriga (ca) (1943) et La casa de la lluvia (ca) (1943).
L'échec commercial et le scepticisme critique avec lesquels ces deux propositions ont été accueillies ont précipité son retour à des projets plus commerciaux tels que Lola Montes (ca) (1944) et Los últimos de Filipinas (ca) (1945), avec lesquels il a obtenu un grand succès. Pour ce dernier film, il obtient le prix du meilleur réalisateur au Círculo de Escritores Cinematográficos 1945. L'un de ses derniers films, le western Les Dollars du Nebraska (1966), a été repris en main en cours de tournage par Mario Bava.
Román a remporté plusieurs prix internationaux tels que l'Olivier d'or du Cine de Humor de Bordighera en Italie pour Bombas para la paz (es) et un prix pour Pacto de silencio du Festival international du film de Cork en Irlande.
Román est décédé le 16 juin 1989. Avant sa mort, il travaillait pour Radio Exterior. Le journal espagnol El País a déclaré à sa mort que Román était l'un des « plus grands noms du cinéma espagnol de l'après-guerre », ayant réalisé plus de 30 films.

## Filmographie partielle
- 1930 : Sandra
- 1931 : Ensueño
- 1935 : Canto a la emigración
- 1936 : Ciudad encantada
- 1939 : Barcelona o ritmo de un día
- 1940 : Mérida
- 1940 : Al borde del gran viaje
- 1940 : De la Alhambra al Albaicín
- 1940 : O carro e o home (es) — documentaire
- 1941 : Escadrille (es) (Escuadrilla)
- 1942 : Boda en el infierno (ca)
- 1943 : Intriga (ca)
- 1943 : La casa de la lluvia (ca)
- 1944 : Lola Montes (ca)
- 1945 : Los últimos de Filipinas (ca)
- 1947 : Fuenteovejuna (ca)
- 1948 : La vida encadenada (ca)
- 1949 : L'Amour sorcier (es) (El amor brujo)
- 1949 : Pacto de silencio
- 1950 : El pasado amenaza
- 1950 : La fuente enterrada
- 1951 : La forastera (ca)
- 1952 : Último día (en)
- 1955 : Congreso en Sevilla (ca)
- 1956 : La Mégère apprivoisée (es) (La fierecilla domada)
- 1956 : Dos novias para un torero (es)
- 1957 : Madrugada (es)
- 1958 : Les Clairons de la peur (Los clarines del miedo)
- 1959 : Bombas para la paz (es)
- 1961 : Mi mujer me gusta más
- 1963 : El sol en el espejo
- 1963 : Pacto de silencio
- 1964 : Intrigue diabolique (Un tiro por la espalda)
- 1966 : Les Dollars du Nebraska (Ringo de Nebraska), coréalisé avec Mario Bava
- 1969 : El mesón del gitano